# Przełęcz Dargowska
Przełęcz Dargowska (słow. Dargovský priesmyk, 473 m n.p.m.) – przełęcz w północnej (słowackiej) części Gór Tokajsko-Slańskich, oddzielająca masywy Mošníka na północy i Bogoty na południu. Na przełęczy znajdują się źródła Trnávki, dopływu Ondawy.
Przełęczą Dargowską przebiega droga krajowa nr 50 (E50) z Koszyc do Trebišova.
Na przełomie grudnia 1944 i stycznia 1945, gdy Armia Czerwona przełamywała niemiecką obronę na linii Gór Tokajsko-Slańskich, Przełęcz Dargowska była miejscem zaciekłych walk, w których zginęły 22 tysiące żołnierzy. Obecnie na przełęczy znajdują się pomnik, pamiątkowy ogród różany, izba pamięci, wystawa sprzętu wojskowego i ścieżka dydaktyczna.